# Empung
L'Empung, en indonésien Gunung Empung, est un volcan d'Indonésie situé dans le Nord de Sulawesi.
Les volcans jumeaux du Lokon et de l'Empung s'élèvent environ 800 mètres au-dessus de la plaine de Tondano. Ils sont parmi les volcans les plus actifs de Sulawesi. Le Lokon, le plus haut des deux sommets, ne présente pas de cratère. Le volcan Empung, morphologiquement plus jeune, exhibe un cratère profond de 150 mètres et large de 400 mètres. Sa dernière éruption date du XVIIIe siècle. Cependant, toutes les éruptions importantes sont originaires du Tompaluan, cratère large de 150 × 200 m, situé dans le col entre les deux sommets, occupé actuellement par un lac acide qui dégaze abondamment.

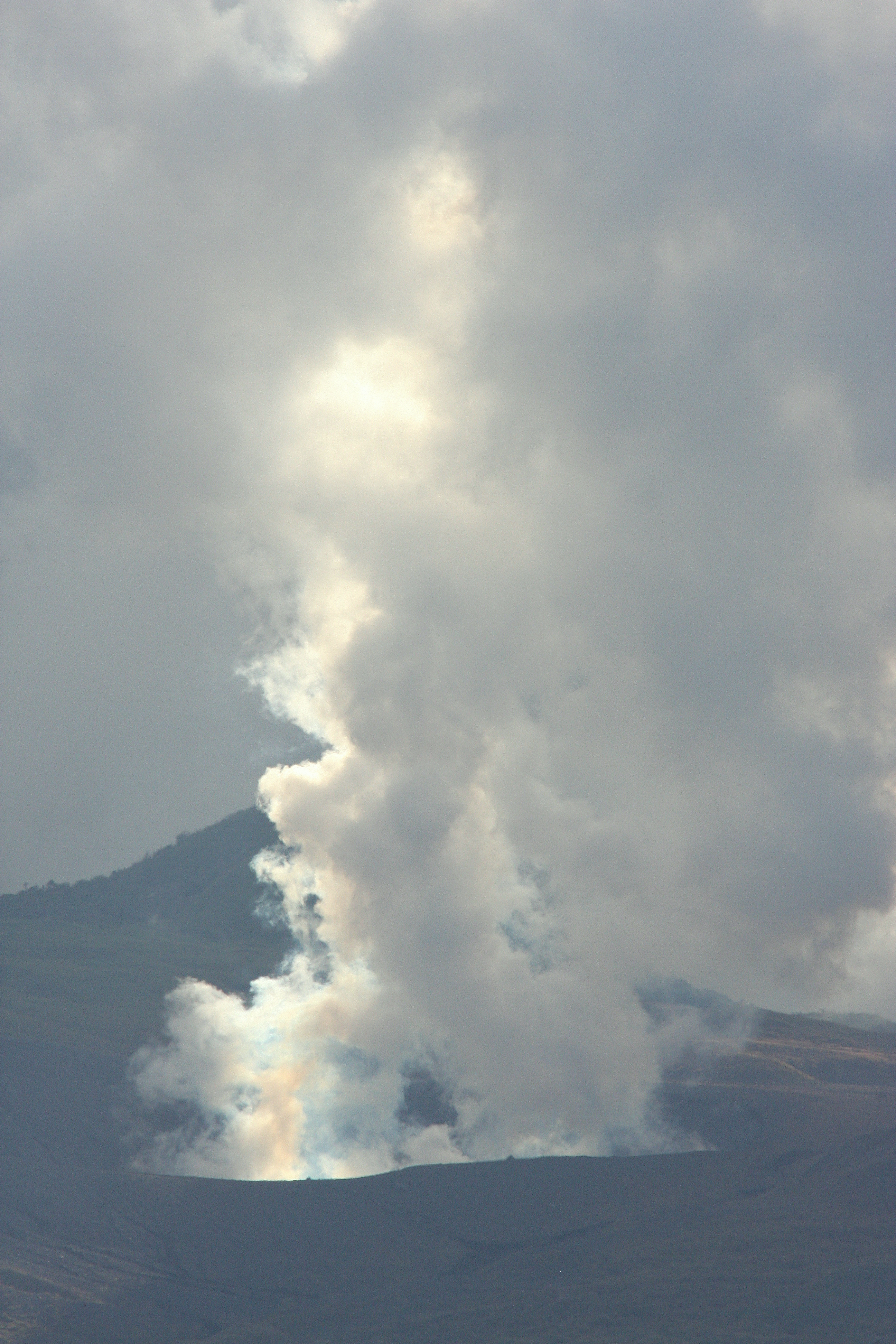
Le cratère du Tompaluan en juin 2009